# These Days (Foo Fighters-dal)
A These Days a Foo Fighters 2011-ben megjelent kislemeze. Ez az ötödik kislemez a zenekar 2011-es Wasting Light albumáról. 

## Helyezések és eladási minősítések

### Kislemez-listák
| Lista (2011-12)                               | Helyezés |
| --------------------------------------------- | -------- |
| Ausztrália (ARIA)                             | 60       |
| Belgium (Ultratip Flanders)                   | 10       |
| Kanada (Canadian Hot 100)                     | 63       |
| Kanada (Alternative Rock)                     | 1        |
| Kanada (Active Rock)                          | 1        |
| Egyesült Királyság (Rock Top 40)              | 4        |
| US Bubbling Under Hot 100 Singles (Billboard) | 11       |
| US Alternative Songs (Billboard)              | 2        |
| US Mainstream Rock (Billboard)                | 3        |
| US Hot Rock Songs (Billboard)                 | 2        |

### Eladási minősítések
| Ország     | Minősítés |
| ---------- | --------- |
| Ausztrália | arany     |